# Поуни (окръг, Небраска)
Вижте пояснителната страница за други значения на Поний.
Окръг Поуни (на английски: Pawnee County) е окръг в щата Небраска, Съединени американски щати. Площта му е 1121 km², а населението – 3087 души (2000). Административен център е град Поуни Сити.